# Фанфан-тюльпан (фільм, 2003)
«Фанфан-тюльпан» (фр. Fanfan la Tulipe) — французький комедійний фільм, ремейк фільму 1952 року.

## Сюжет
У прекрасній країні Франції в середині XVIII-го століття життя було щасливим, жінки доступними, а чоловіки мали свою улюблену справу, тобто війну. Розвага для королів, у якій брав участь також і народ. 
Щоб уникнути одруження, молодий авантюрист Фанфан, записується в армію Людовика XV. Агітуючи Фанфана в рекрути, Аделіна, дочка сержанта, що набирає солдатів в армію, передбачає хлопцю, що його чекає просування по службі і що його навіть полюбить дочка короля. По дорозі до табору Аквітанського полку Фанфан вступає в сутичку з бандою грабіжників, що напали на карету. Як з'ясовується пізніше, в кареті знаходилися мадам де Помпадур та Генрієта, дочка короля. Фанфан розуміє, що прогноз Аделіни вже починає збуватися. Абсурдність військової стратегії, хоробрість Фанфана й маса інших пригод дещо ускладнюють шлях героя до здійснення передбаченого. З ризиком для власного життя Фанфану вдається розкрити підступну змову. Це принесе йому славу, неочікуване кохання і упевненість в тому, що людина може стати творцем своєї долі.

## У ролях
| Актор             | Роль                |
| ----------------- | ------------------- |
| Венсан Перес      | Фанфан              |
| Пенелопа Крус     | Аделіна             |
| Дідьє Бурдон      | Людовик XV          |
| Магдалена Мельцаж | принцеса            |
| Мішель Мюллер     | Траншмонтань        |
| Жак Дінам         | Шавіль              |
| Елен де Фужроль   | Маркіза де Помпадур |